# 1997 SZ10
1997 SZ10 — транснептуновый объект, который находится в поясе Койпера. Он был открыт 24 сентября 1997 года Дэвидом Джуиттом. Он находится в орбитальном резонансе 1:2 с планетой Нептун и является тутино.